# سیمون بریچ
سیمون بریچ (به انگلیسی: Simon Birch) فیلمی آمریکایی در ژانر کمدی-درام محصول سال ۱۹۹۸ و به کارگردانی مارک استیون جانسون است. فیلم‌نامه این فیلم توسط جانسون بر پایه رمان دعا برای اوون مینی (۱۹۸۹) به قلم جان اروینگ به رشته تحریر درآمده است. در این فیلم بازیگرانی همچون جوزف مازلو، اولیور پلات، دیوید استراترن، ایان مایکل اسمیت، دینا آیوی، اشلی جاد، جیم کری، جن هوکس و پیتر مک‌نیل ایفای نقش کرده‌اند.